# Lohnsteuerklasse

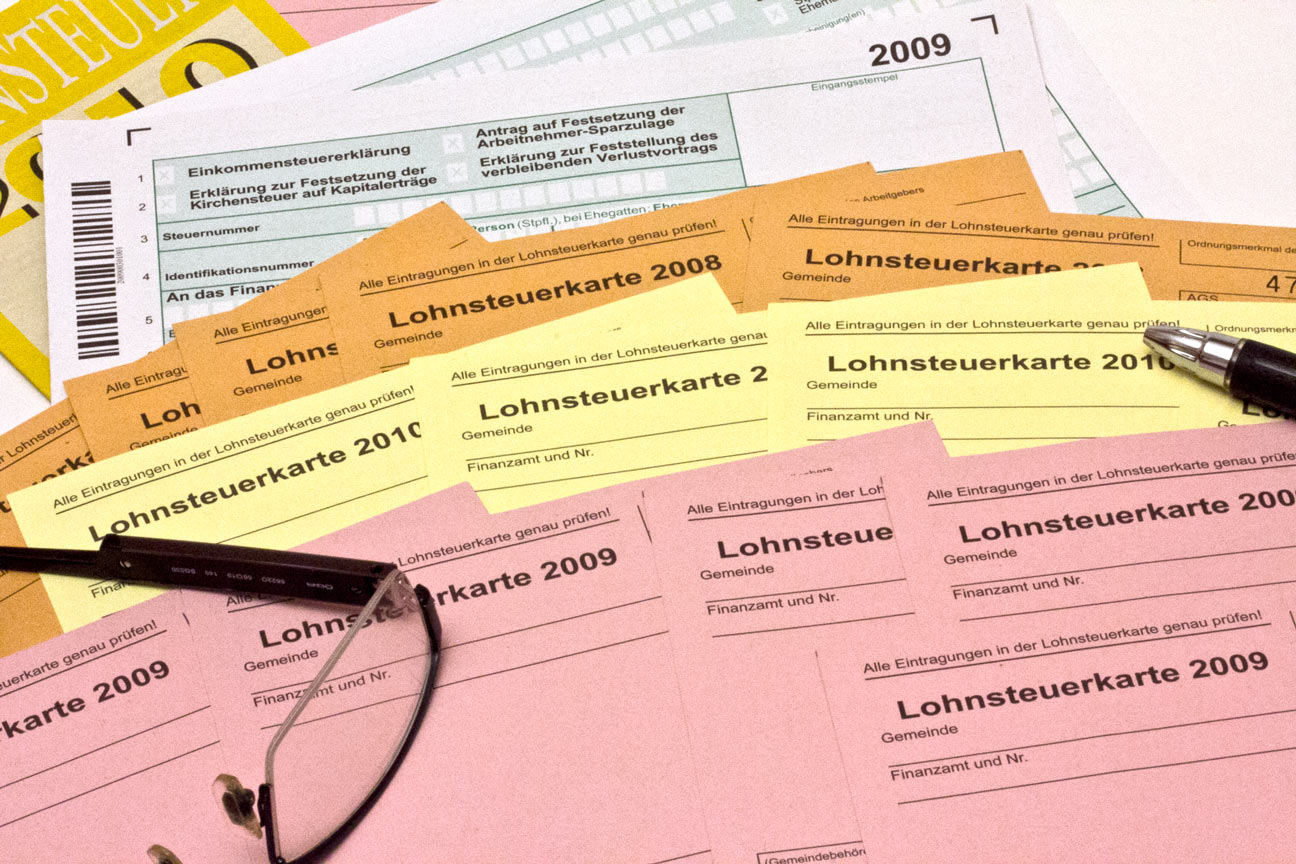
Lohnsteuerkarten – seit 2013 ausgedient

Die Lohnsteuerklasse bestimmt bei Einkünften aus nichtselbständiger Arbeit in Deutschland den Lohnsteuerabzug sowie den Abzug von Solidaritätszuschlag und gegebenenfalls Kirchensteuer. Das Einkommensteuergesetz kennt sechs Lohnsteuerklassen, die vor allem vom Familienstand abhängig sind. Seit dem Ende der Lohnsteuerkarten wird die Lohnsteuerklasse in den elektronischen Lohnsteuerabzugsmerkmalen (ELStAM) eingetragen.

## Lohnsteuerklassen
Die Verwendung von Lohnsteuerklassen ergibt sich aus dem Problem, dass dem Arbeitgeber nur der Bruttoarbeitslohn in diesem Arbeitsverhältnis, nicht jedoch das gesamte zu versteuernde Einkommen des Arbeitnehmers bekannt ist – zur Berechnung der Einkommensteuer wäre dieses aber zu berücksichtigen. Daher wird jedem Arbeitnehmer eine Lohnsteuerklasse zugeordnet. Diese Lohnsteuerklasse bestimmt die Berechnungsregeln und speziell die zu berücksichtigenden vordefinierten Freibeträge für die Lohnsteuer.
Die Lohnsteuerklassen beeinflussen nur die Höhe der Lohnsteuer. Sofern eine Einkommensteuererklärung abgegeben wird (was in manchen Lohnsteuerklassen verpflichtend ist), wird die endgültige Steuerschuld erst in der jährlichen Einkommensteuererklärung ermittelt, auf die die Lohnsteuerklasse keinen Einfluss hat.
Die Lohnsteuerklasse eines Arbeitnehmers ist grundsätzlich durch gesetzliche Regelungen vorgegeben. Verheiratete/Lebenspartner können allerdings zwischen den Kombinationen IV/IV, III/V und IV/IV mit Faktor wählen. Seit 2020 können Ehegatten/Lebenspartner, die beide berufstätig sind, die Steuerklasse beliebig häufig ändern lassen (§ 39 Abs. 6 EStG).

### Lohnsteuerklasse I
In die Steuerklasse I fallen die folgenden Arbeitnehmer:
- Unverheiratete, soweit nicht in eine andere Steuerklasse fallend
- Verheiratete/Verpartnerte, deren Ehegatte/Lebenspartner beschränkt steuerpflichtig ist
- Verheiratete/Verpartnerte, die dauernd getrennt leben, auch Verwitwete (ab dem übernächsten Jahr nach dem Tod des Ehepartners/Lebenspartners)

Die Zahl der Kinderfreibeträge wird in den elektronischen Lohnsteuerabzugsmerkmalen eingetragen.

### Lohnsteuerklasse II
Die Steuerklasse II gilt für Alleinerziehende, bei denen die Voraussetzungen der Steuerklasse I vorliegen und die Anspruch auf den Entlastungsbetrag für Alleinerziehende haben.
Für Verwitwete mit mindestens einem Kind gilt diese Steuerklasse ab Beginn des Monats, der auf den Sterbemonat der Ehegattin bzw. des Ehegatten folgt. Allerdings wirkt hier das sogenannte Witwensplitting. Das Witwensplitting bewirkt, dass auch im Jahr, nach dem der Ehegatte verstorben ist, der niedrigere Steuertarif der Zusammenveranlagung zur Anwendung kommt.

### Lohnsteuerklasse III
Die Steuerklasse III gilt für:
- Arbeitnehmer, die verheiratet sind oder in eingetragener Lebenspartnerschaft leben, vom Ehegatten/Lebenspartner nicht dauernd getrennt leben und nicht die Steuerklasse IV gewählt haben. Ist der Ehegatte/Lebenspartner ebenfalls berufstätig, erhält dieser die Steuerklasse V.
- Verwitwete in dem Jahr, in dem der Ehegatte/Lebenspartner verstorben ist und im folgenden Jahr. Der Verstorbene muss zum Zeitpunkt seines Todes unbeschränkt einkommensteuerpflichtig gewesen sein. Die Ehegatten/Lebenspartner dürfen bis zum Zeitpunkt des Todes nicht dauernd getrennt gelebt haben.

In der Steuerklasse III wird die Lohnsteuer so berechnet, dass sie der Einkommensteuer entspricht, die sich ergibt, wenn der andere Partner keine Einkünfte hat. Die Wahl der Steuerklasse III ist daher sinnvoll, wenn der andere Partner geringe oder keine Einkünfte hat.

### Lohnsteuerklasse IV
In die Steuerklasse IV fallen verheiratete/verpartnerte Arbeitnehmer, wenn beide Partner unbeschränkt einkommensteuerpflichtig sind und nicht dauernd getrennt leben, und sie nicht die Kombination III/V wählen.
In der Steuerklasse IV wird die Lohnsteuer so berechnet wie für Alleinstehende mit Steuerklasse I (§ 39b Abs. 3 Satz 6 EStG). Dadurch fällt keine Einkommensteuererstattung oder -nachzahlung an, wenn beide Partner gleich viel verdienen. Die Wahl der Steuerklasse IV/IV (im Gegensatz zu III/V) sollte daher von Ehegatten/Lebenspartnern gewählt werden, bei denen beide ungefähr gleich viel verdienen.
Im Gegensatz zur Kombination III/V muss bei Wahl der Steuerklasse IV/IV nicht immer eine Einkommensteuererklärung abgegeben werden (§ 46). Da jedoch bei Steuerklasse IV/IV – vor allem bei stark unterschiedlichen Einkommen der Partner – während des Jahres zu viel Steuer einbehalten wird, führt in der Regel die Abgabe einer Steuererklärung zu einer Steuererstattung.

### Lohnsteuerklasse IV-Faktor
Seit 2010 können Zusammenveranlagte durch den neu eingeführten § 39f die „Steuerklassenkombination IV/IV mit Faktor“ wählen. Dabei wird die Lohnsteuer für jeden Partner wie in Steuerklasse IV berechnet und dann durch Multiplikation mit einem Faktor (der immer kleiner eins ist) gemindert.
Der Faktor wird beim Beantragen der Steuerklasse vom Finanzamt aufgrund des erwarteten Einkommens berechnet. Zur Berechnung des Faktors („F“) wird die voraussichtliche Einkommensteuer im Splittingverfahren (Summe „Y“) geteilt durch die Summe der Lohnsteuer beider Partner nach Steuerklasse IV (Summe X): F = Y / X.
Vorteile des Faktorverfahrens: Anders als bei der Kombination IV/IV wird der Splittingvorteil berücksichtigt. Gleichzeitig kommt (anders als bei den Kombinationen III/V oder IV/IV) die zu zahlende Lohnsteuer der endgültigen Einkommensteuer sehr nahe, so dass nur geringfügige Nachzahlungen oder Erstattungen zu erwarten sind, und die Einkommen beider Ehepartner werden (anders als bei III/V) gleichmäßig mit Lohnsteuer belastet.
Die Steuerklasse IV-Faktor/IV-Faktor eignet sich für alle Zusammenveranlagten, bei denen beide Partner Einkünfte aus nichtselbständiger Arbeit haben.

### Lohnsteuerklasse V
Die Steuerklasse V ist anzuwenden (§ 38b Abs. 1 Nr. 5), wenn beide Ehegatten/Lebenspartner beantragen, den anderen Ehegatten/Lebenspartner in die Steuerklasse III einzureihen. Dies wird dann der Fall sein, wenn die Ehegatten/Lebenspartner stark unterschiedlich hohe Einkommen haben. Erhält der Besserverdienende die Steuerklasse III und der Geringerverdienende die Steuerklasse V, wird eventuell zu wenig Steuer einbehalten (höhere Liquidität unter dem Jahr). Die Abgabe einer Steuererklärung zum Jahresende ist daher zwingend (§ 46 Abs. 2 Nr. 3a), sofern beide Ehegatten ein Einkommen bezogen haben.

### Lohnsteuerklasse VI
Die Lohnsteuerklasse VI wird eingetragen, wenn ein Arbeitnehmer ein zweites oder weiteres Dienstverhältnis hat. Außerdem ist der Arbeitgeber verpflichtet, die Lohnsteuer nach Steuerklasse VI einzubehalten, wenn der Arbeitnehmer die elektronischen Lohnsteuerabzugsmerkmale schuldhaft nicht bereitstellt.
Diese Lohnsteuerklasse verursacht die höchste Steuerbelastung, weil außer dem Altersentlastungsbetrag keine Freibeträge berücksichtigt werden. Da die Einkünfte des ersten Beschäftigungsverhältnisses nicht bekannt sind, wird hier wesentlich mehr einbehalten als in den anderen Steuerklassen.

## Kombination der Steuerklassen bei Paaren
Je nach Wahl der Steuerklassen ergeben sich unterschiedliche Verteilungen der Steuerlast auf die Partner und unterschiedliche Zeitpunkte der Steuerzahlung:
Verdient ein Paar gemeinsam 60.000 EUR, so beträgt, wenn es verheiratet bzw. verpartnert ist, die gemeinsame Steuerlast immer 8.374 EUR. Ist es nicht verheiratet oder verpartnert, so beträgt die Steuerlast zwischen 8.374 EUR (wenn beide gleich viel verdienen) und 13.955 EUR (wenn nur einer verdient).
- verheiratet/verpartnert, beide Steuerklasse IV
  - Verdienen beide das Gleiche, so zahlen beide 4.187 €, zusammen 8.374 € (auch bei Anwendung des Faktorverfahrens).
  - Verdient ein Partner 20.000 € und der andere 40.000 €, beträgt die Lohnsteuer (ohne Anwendung des Faktorverfahrens) 1.747 € + 6.930 € = 8.677 €, wovon 303 € später aufgrund der Einkommensteuererklärung erstattet werden. Bei Anwendung des Faktorverfahrens ist der Faktor 8.374/8.677=0,965 (es wird immer auf drei Nachkommastellen gerundet). Die Ehegatten/Lebenspartner bezahlen 1.686 € + 6.688 € = 8.374 €.
  - Verdient ein Partner 60.000 € und der andere nichts, beträgt die Lohnsteuer 13.955 € + 0 € = 13.955 €. 5.581 € werden später aufgrund der Einkommensteuererklärung erstattet. Bei Anwendung des Faktorverfahrens ist der Faktor 8.374/13.955 = 0,600. Die Ehegatten/Lebenspartner zahlen 8.374 € + 0 € = 8.374 € Steuern.
- verheiratet/verpartnert, Steuerklassen III und V
  - Verdienen beide das Gleiche, so zahlen sie 1.594 € + 7.394 € = 8.988 € Lohnsteuer. 614 € werden später aufgrund der Einkommensteuererklärung erstattet.
  - Verdient der eine Partner in Steuerklasse V 20.000 € und der andere in Steuerklasse III 40.000 €, so zahlen sie 4.114 € + 3.804 € = 7.918 €. 456 € müssen später aufgrund der Einkommensteuererklärung nachgezahlt werden.
  - Verdient der Partner in Steuerklasse III 60.000 € und der andere nichts, so zahlen sie 9.004 € Steuern. 630 € werden später aufgrund der Einkommensteuererklärung erstattet.
- unverheiratet, beide Steuerklasse I
  - Verdienen beide Partner je 30.000 €, so zahlen sie jeweils 4.187 € Steuern, also zusammen 8.374 €, so viel wie Verheiratete in dieser Situation.
  - Verdient ein Partner 20.000 €, der andere 40.000 €, so zahlen sie zusammen 1.747 € + 6.897 € = 8.644 €.
  - Verdient ein Partner 11.000 €, der andere 49.000 €, so zahlen sie zusammen 40 € + 9.784 € = 9.824 €.
  - Verdient ein Partner 60.000 € und der andere nichts, so sind 13.955 € Steuern zu zahlen. Zahlt der verdienende Partner an den anderen „Unterhalt für bedürftige Personen“ im Rahmen der „außergewöhnlichen Belastungen“, so kann er den Unterhalt bis zur Höhe des Grundfreibetrags (8.652 €) absetzen, darüber hinaus die Kosten für Krankenversicherung etc., die für den Partner gezahlt werden. Somit vermindert sich seine Steuerschuld auf maximal 10.871 €.

## Steuerklassenwechsel
Die Zuständigkeit für die Änderung der Lohnsteuerabzugsmerkmale ist am 1. Januar 2012 von den Meldebehörden auf die Finanzämter übergegangen (§ 39 Abs. 1 und 2 EStG). Die Änderung von Voraussetzungen für die Steuerklasse ist dem Finanzamt mitzuteilen. Das Finanzamt führt dann einen Wechsel der Lohnsteuerklasse durch. Der Wechsel in eine für den Arbeitnehmer günstigere Steuerklasse erfolgt nur auf kostenlosen Antrag des Arbeitnehmers (§ 39 Abs. 5 bis 7 EStG), bei Ehegatten beider Partner (außer beim Wechsel in die Steuerklassenkombination IV/IV). Die Steuerklasse konnte nur einmal im Jahr geändert werden (Ausnahme: Tod des Ehegatten oder Lebenspartners, Arbeitslosigkeit sowie die Wiederaufnahme einer nichtselbständigen Arbeit). Seit dem Jahr 2020 kann der Steuerklassenwechsel beliebig häufig erfolgen.
Damit der Wechsel noch für den Lohnsteuerabrechnungszeitraum Dezember berücksichtigt werden kann, muss der vollständige Antrag spätestens am 30. November eines Kalenderjahres dem zuständigen Finanzamt vorliegen.

## Freibeträge
Die Lohnsteuerklassen unterscheiden sich voneinander durch unterschiedlich hohe Freibeträge (in EUR). Sie leiten sich aus den Freibeträgen ab, die der Einkommensteuerveranlagung zugrunde gelegt werden.

### Freibeträge 2024
| Steuerklasse                | I     | II    | III   | IV    | V    | VI   |
| --------------------------- | ----- | ----- | ----- | ----- | ---- | ---- |
| Grundfreibetrag             | 11604 | 11604 | 23208 | 11604 | nein | nein |
| Arbeitnehmerpauschbetrag    | 1230  | 1230  | 1230  | 1230  | 1230 | nein |
| Sonderausgabenpauschbetrag  | 36    | 36    | 36    | 36    | 36   | nein |
| Vorsorgepauschale*          | ja    | ja    | ja    | ja    | ja   | ja   |
| Alleinerziehendenentlastung | nein  | 4260  | nein  | nein  | nein | nein |
| Kinderfreibetrag je Kind    | 9312  | 9312  | 9312  | 4656  | nein | nein |

### Freibeträge 2023
| Steuerklasse                | I     | II    | III   | IV    | V    | VI   |
| --------------------------- | ----- | ----- | ----- | ----- | ---- | ---- |
| Grundfreibetrag             | 10908 | 10908 | 21816 | 10908 | nein | nein |
| Arbeitnehmerpauschbetrag    | 1230  | 1230  | 1230  | 1230  | 1230 | nein |
| Sonderausgabenpauschbetrag  | 36    | 36    | 36    | 36    | 36   | nein |
| Vorsorgepauschale*          | ja    | ja    | ja    | ja    | ja   | ja   |
| Alleinerziehendenentlastung | nein  | 4260  | nein  | nein  | nein | nein |
| Kinderfreibetrag je Kind    | 8952  | 8952  | 8952  | 4476  | nein | nein |

### Freibeträge 2022
| Steuerklasse                | I     | II    | III   | IV    | V    | VI   |
| --------------------------- | ----- | ----- | ----- | ----- | ---- | ---- |
| Grundfreibetrag             | 10347 | 10347 | 20694 | 10347 | nein | nein |
| Arbeitnehmerpauschbetrag    | 1200  | 1200  | 1200  | 1200  | 1200 | nein |
| Sonderausgabenpauschbetrag  | 36    | 36    | 36    | 36    | 36   | nein |
| Vorsorgepauschale*          | ja    | ja    | ja    | ja    | ja   | ja   |
| Alleinerziehendenentlastung | nein  | 4008  | nein  | nein  | nein | nein |
| Kinderfreibetrag je Kind    | 8548  | 8548  | 8548  | 4274  | nein | nein |

### Freibeträge 2021
| Steuerklasse                | I    | II   | III   | IV   | V    | VI   |
| --------------------------- | ---- | ---- | ----- | ---- | ---- | ---- |
| Grundfreibetrag             | 9744 | 9744 | 19488 | 9744 | nein | nein |
| Arbeitnehmerpauschbetrag    | 1000 | 1000 | 1000  | 1000 | 1000 | nein |
| Sonderausgabenpauschbetrag  | 36   | 36   | 36    | 36   | 36   | nein |
| Vorsorgepauschale*          | ja   | ja   | ja    | ja   | ja   | ja   |
| Alleinerziehendenentlastung | nein | 4008 | nein  | nein | nein | nein |
| Kinderfreibetrag je Kind    | 8388 | 8388 | 8388  | 4194 | nein | nein |

### Freibeträge 2020
| Steuerklasse                | I    | II   | III   | IV   | V    | VI   |
| --------------------------- | ---- | ---- | ----- | ---- | ---- | ---- |
| Grundfreibetrag             | 9408 | 9408 | 18816 | 9408 | nein | nein |
| Arbeitnehmerpauschbetrag    | 1000 | 1000 | 1000  | 1000 | 1000 | nein |
| Sonderausgabenpauschbetrag  | 36   | 36   | 36    | 36   | 36   | nein |
| Vorsorgepauschale*          | ja   | ja   | ja    | ja   | ja   | ja   |
| Alleinerziehendenentlastung | nein | 4008 | nein  | nein | nein | nein |
| Kinderfreibetrag je Kind    | 7812 | 7812 | 7812  | 3906 | nein | nein |

### Freibeträge 2018
| Steuerklasse                | I    | II   | III   | IV   | V    | VI   |
| --------------------------- | ---- | ---- | ----- | ---- | ---- | ---- |
| Grundfreibetrag             | 9000 | 9000 | 18000 | 9000 | nein | nein |
| Arbeitnehmerpauschbetrag    | 1000 | 1000 | 1000  | 1000 | 1000 | nein |
| Sonderausgabenpauschbetrag  | 36   | 36   | 36    | 36   | 36   | nein |
| Vorsorgepauschale*          | ja   | ja   | ja    | ja   | ja   | ja   |
| Alleinerziehendenentlastung | nein | 1908 | nein  | nein | nein | nein |
| Kinderfreibetrag je Kind    | 7428 | 7428 | 7428  | 3714 | nein | nein |

### Freibeträge 2016 und früher
| Steuerklasse                | I    | II   | III   | IV   | V    | VI   |
| --------------------------- | ---- | ---- | ----- | ---- | ---- | ---- |
| Grundfreibetrag             | 7834 | 7834 | 15668 | 7834 | nein | nein |
| Arbeitnehmerpauschbetrag    | 920  | 920  | 920   | 920  | 920  | nein |
| Sonderausgabenpauschbetrag  | 36   | 36   | 72    | 36   | nein | nein |
| Vorsorgepauschale           | ja*  | ja*  | ja*   | ja*  | nein | nein |
| Alleinerziehendenentlastung | nein | 1308 | nein  | nein | nein | nein |
| Kinderfreibetrag je Kind    | 6024 | 6024 | 6024  | 3012 | nein | nein |

| Steuerklasse                | I    | II   | III   | IV   | V    | VI   |
| --------------------------- | ---- | ---- | ----- | ---- | ---- | ---- |
| Grundfreibetrag             | 8004 | 8004 | 16008 | 8004 | nein | nein |
| Arbeitnehmerpauschbetrag    | 920  | 920  | 920   | 920  | 920  | nein |
| Sonderausgabenpauschbetrag  | 36   | 36   | 36    | 36   | 36   | nein |
| Vorsorgepauschale           | ja*  | ja*  | ja*   | ja*  | ja*  | nein |
| Alleinerziehendenentlastung | nein | 1308 | nein  | nein | nein | nein |
| Kinderfreibetrag je Kind    | 7008 | 7008 | 7008  | 3504 | nein | nein |

| Steuerklasse                | I    | II   | III   | IV   | V    | VI   |
| --------------------------- | ---- | ---- | ----- | ---- | ---- | ---- |
| Grundfreibetrag             | 8004 | 8004 | 16008 | 8004 | nein | nein |
| Arbeitnehmerpauschbetrag    | 1000 | 1000 | 1000  | 1000 | 1000 | nein |
| Sonderausgabenpauschbetrag  | 36   | 36   | 36    | 36   | 36   | nein |
| Vorsorgepauschale           | ja*  | ja*  | ja*   | ja*  | ja*  | ja*  |
| Alleinerziehendenentlastung | nein | 1308 | nein  | nein | nein | nein |
| Kinderfreibetrag je Kind    | 7008 | 7008 | 7008  | 3504 | nein | nein |

| Steuerklasse                | I    | II   | III   | IV   | V    | VI   |
| --------------------------- | ---- | ---- | ----- | ---- | ---- | ---- |
| Grundfreibetrag             | 8130 | 8130 | 16260 | 8130 | nein | nein |
| Arbeitnehmerpauschbetrag    | 1000 | 1000 | 1000  | 1000 | 1000 | nein |
| Sonderausgabenpauschbetrag  | 36   | 36   | 36    | 36   | 36   | nein |
| Vorsorgepauschale           | ja*  | ja*  | ja*   | ja*  | ja*  | ja*  |
| Alleinerziehendenentlastung | nein | 1308 | nein  | nein | nein | nein |
| Kinderfreibetrag je Kind    | 7152 | 7152 | 7152  | 3576 | nein | nein |

| Steuerklasse                | I    | II   | III   | IV   | V    | VI   |
| --------------------------- | ---- | ---- | ----- | ---- | ---- | ---- |
| Grundfreibetrag             | 8354 | 8354 | 16708 | 8354 | nein | nein |
| Arbeitnehmerpauschbetrag    | 1000 | 1000 | 1000  | 1000 | 1000 | nein |
| Sonderausgabenpauschbetrag  | 36   | 36   | 36    | 36   | 36   | nein |
| Vorsorgepauschale           | ja*  | ja*  | ja*   | ja*  | ja*  | ja*  |
| Alleinerziehendenentlastung | nein | 1308 | nein  | nein | nein | nein |
| Kinderfreibetrag je Kind    | 7008 | 7008 | 7008  | 3504 | nein | nein |

| Steuerklasse                | I    | II   | III   | IV   | V    | VI   |
| --------------------------- | ---- | ---- | ----- | ---- | ---- | ---- |
| Grundfreibetrag             | 8472 | 8472 | 16944 | 8472 | nein | nein |
| Arbeitnehmerpauschbetrag    | 1000 | 1000 | 1000  | 1000 | 1000 | nein |
| Sonderausgabenpauschbetrag  | 36   | 36   | 36    | 36   | 36   | nein |
| Vorsorgepauschale*          | ja   | ja   | ja    | ja   | ja   | ja   |
| Alleinerziehendenentlastung | nein | 1908 | nein  | nein | nein | nein |
| Kinderfreibetrag je Kind    | 7152 | 7152 | 7152  | 3576 | nein | nein |

| Steuerklasse                | I    | II   | III   | IV   | V    | VI   |
| --------------------------- | ---- | ---- | ----- | ---- | ---- | ---- |
| Grundfreibetrag             | 8652 | 8652 | 17304 | 8652 | nein | nein |
| Arbeitnehmerpauschbetrag    | 1000 | 1000 | 1000  | 1000 | 1000 | nein |
| Sonderausgabenpauschbetrag  | 36   | 36   | 36    | 36   | 36   | nein |
| Vorsorgepauschale*          | ja   | ja   | ja    | ja   | ja   | ja   |
| Alleinerziehendenentlastung | nein | 1908 | nein  | nein | nein | nein |
| Kinderfreibetrag je Kind    | 7248 | 7248 | 7248  | 3624 | nein | nein |

* Die Vorsorgepauschale ist bruttolohnabhängig, daher kann kein allgemeingültiger Betrag ausgewiesen werden. Rechtsquelle: § 39b Abs. 2 Satz 6 EStG

### Kinderfreibetrag
Bei der Ermittlung der Lohnsteuer werden die Kinderfreibeträge nicht berücksichtigt. Eine Berücksichtigung erfolgt lediglich bei der Ermittlung des Solidaritätszuschlags und der Kirchensteuer (§ 51a Abs. 2 Satz 1 EStG). Nur hierfür wird die Zahl der Kinderfreibeträge bei den Lohnsteuerabzugsmerkmalen gespeichert. Die Günstigerprüfung mit dem Kindergeld erfolgt erst im Rahmen der Einkommensteuererklärung.

## Endgültige Steuerschuld
Die endgültige Steuerschuld wird erst nach Ablauf eines Kalenderjahres durch eine Einkommensteuerveranlagung festgestellt. Die einbehaltene Lohnsteuer wird auf die Einkommensteuer angerechnet. Wurde mehr Lohnsteuer einbehalten, als Einkommensteuer festgesetzt wird, ergibt sich eine Einkommensteuererstattung. Ist die festgesetzte Einkommensteuer höher als die einbehaltene Lohnsteuer, wird eine Einkommensteuernachzahlung fällig.
Durch Wahl von Lohnsteuerklassen (beispielsweise III/V statt IV/IV bei Ehepaaren) lassen sich daher keine endgültigen Steuervorteile erzielen.
Auch ist zu beachten, dass Finanzämter nach § 37 Abs. 5 Satz 1 EStG im Zuge des Einkommensteuerbescheides ab einer zu erwartenden Nachzahlung von 400 Euro im Folgejahr einen Vorauszahlungsbescheid erlassen können, sodass unterjährig kaum ein Liquiditätsvorteil verbleibt.

## Einfluss auf Lohnersatzleistungen
Die Wahl der Steuerklasse beeinflusst die Höhe bestimmter Lohnersatzleistungen wie Arbeitslosengeld, Unterhalt, Krankengeld, Versorgungskrankengeld, Verletztengeld, Übergangsgeld, Mutterschaftsgeld oder Elterngeld. Die Wahl der Steuerklassen, bzw. der Wechsel der Steuerklassen beeinflusst damit die Höhe der Entgeltersatzleistung. Das Bundessozialgericht hat in seinem Urteil vom 25. Juni 2009  keinen Missbrauch im Wechsel der Lohnsteuerklasse gesehen, sondern sieht dies als „eine zulässige Gestaltungsmöglichkeit“ an, um ein höheres Nettoeinkommen und damit auch ein höheres Elterngeld zu beziehen. Das Urteil überrascht deshalb, weil in anderen Urteilen zu Lohnersatzleistungen und Steuerklassenwahl ein Missbrauch angenommen wurde. So zum Beispiel beim Mutterschaftsgeld.

## Kritik und Reform
Am gegenwärtigen Lohnsteuerklassensystem in Deutschland besteht Kritik und eine Neuordnung des Lohnsteuerabzugs wird diskutiert.
Die Parteien Bündnis 90/Die Grünen, Die Linke und die FDP fordern die Abschaffung der Lohnsteuerklassen III und V. Während die beiden erstgenannten Parteien jedoch das Ehegattensplitting (also das Verteilen des Gesamteinkommens der Familie bei der Besteuerung je zur Hälfte auf beide Partner) ganz abschaffen wollen, wollen die Liberalen es prinzipiell beibehalten. Nach ihrer Ansicht hätten Untersuchungen belegt, dass im System des Ehegattensplittings gerade die Steuerklasse V die Arbeitsanreize für den Zweitverdiener vermindere, und zwar umso mehr, je weiter die Einkommen der Ehepartner auseinanderliegen. Die hohe relative Steuerbelastung werde daher von den Betroffenen nicht akzeptiert.
Dies gilt bei einem Wechsel von einem Mini-Job in ein normal besteuertes Arbeitsverhältnis umso mehr: Die Mini-Jobs unterliegen einer pauschalen Besteuerung von 2 Prozent und keiner oder geringen Belastung mit Sozialabgaben auf Seiten des Arbeitnehmers. Sie sind somit nicht von der hohen Steuerbelastung der Lohnsteuerklasse V betroffen. Ein Wechsel vom Mini-Job zu einem besser bezahlten Arbeitsverhältnis hat daher in der Steuerklasse V zur Folge, dass die Steuerlast sprunghaft ansteigt. Hinzu kommt noch die höhere Belastung durch die Sozialabgaben.
Im Jahr 2009 wurde die Einführung der Klasse IV mit Faktor beschlossen. Dies wurde offiziell damit begründet, dass es zuvor einen zu geringen Anreiz gab, bei Steuerklasse V eine Arbeit aufzunehmen bzw. hierfür von III nach IV zu wechseln.

## Geschichte

### 1939–1945
Die Lohnsteuerklassen wurden erstmals mit der Lohnsteuer-Durchführungsverordnung 1939 eingeführt. Zu diesem Zeitpunkt wurde jedoch noch der Begriff Steuergruppen verwendet. Es gab 4 Steuergruppen mit folgender Einteilung:
- Steuergruppe I: nicht verheiratete Arbeitnehmer
- Steuergruppe II: kinderlose verheiratete Arbeitnehmer, deren Ehe mehr als 5 Jahre bestanden hat
- Steuergruppe III: kinderlose verheiratete Arbeitnehmer, deren Ehe weniger als 5 Jahre bestanden hat.
- Steuergruppe IV: Arbeitnehmer, denen eine Kinderermäßigung zusteht

Für Juden galten Sonderregelungen. Für die zweite und weitere Steuerkarten wurde keine eigene Steuerklasse festgelegt. Vielmehr wurde auf solche Steuerkarten ein Hinzurechnungsbetrag eingetragen.

### 1946–1949
Durch das Gesetz Nr. 12 der alliierten Militärregierung vom 11. Februar 1946 wurden auch die Steuerklassen neu geordnet. Das Gesetz trat rückwirkend zum 1. Januar 1946 in Kraft. Mit Umsetzung dieses Gesetzes wurde der Begriff Steuerklasse eingeführt und es gab nur noch 3 Steuerklassen.
- Steuerklasse I: Nicht verheiratete Personen und Personen, die zu Beginn des Veranlagungszeitraumes weniger als 4 Monate verheiratet waren.
- Steuerklasse II: Personen, die zu Beginn des Veranlagungszeitraume mindestens 4 Monate verheiratet waren und Personen, die mindestens 4 Monate vor Beginn des Veranlagungszeitraumes das 65. Lebensjahr vollendet hatten
- Steuerklasse III: Personen, denen eine Kinderermäßigung zusteht

Auf der zweiten und jeder weiteren Steuerkarte wurde weiterhin ein Hinzurechnungsbetrag eingetragen.
Am 16. Juni 1949 trat die Neufassung der Lohnsteuer-Durchführungsverordnung (LStDV 1949) rückwirkend zum 1. Januar 1949 in Kraft mit der die 4-Monatsregelung für die Steuerklassen I und II entfallen ist.

### 1950–1958
Durch die Lohnsteuer-Durchführungsverordnung 1950 wurden die Steuerklassen wie folgt neu geordnet:
- Steuerklasse I: unverheiratete Arbeitnehmer, die nicht in die Steuerklassen II oder III gehören
- Steuerklasse II: Arbeitnehmer, die nicht in die Steuerklasse III gehören und die
  - bis zum Veranlagungszeitraum 1954
    - das 60. Lebensjahr vollendet haben oder
    - das 50. Lebensjahr vollendet haben, wenn sie verwitwet sind

  - ab dem Veranlagungszeitraum 1955
    - verheiratet sind, auch wenn sie dauernd getrennt lebend sind
    - unverheiratet sind und das 55. Lebensjahr vollendet haben
    - verwitwet sind und vor dem 1. Januar 1905 geboren sind, sowie vor Ablauf des Jahres 1954 verwitwet sind.
- Steuerklasse III: Arbeitnehmer, denen ein Kinderfreibetrag zusteht
- Zusatzvermerk „Z“ in den Steuerklassen II und III ab dem Veranlagungszeitraum 1957 bei
  - unverheirateten Arbeitnehmern
  - verheirateten Arbeitnehmern, wenn auch für die Frau eine Steuerkarte ausgestellt wurde oder wenn ein Ehegatte nicht unbeschränkt steuerpflichtig war

Auf die Steuerkarte von Ehefrauen wurde ab dem Veranlagungszeitraum 1955 die Steuerklasse I eingetragen, es sei denn
- für den Ehemann wurde keine Steuerkarte ausgestellt
- offensichtlich ist, dass die Ehegatten keine anderen steuerpflichtigen Einkünfte haben, bei der Zusammenveranlagung keine Einkommensteuer zu entrichten ist oder der Ehegatte nicht unbeschränkt steuerpflichtig ist
- auf Antrag beider Ehegatten, wenn auf der Steuerkarte des Ehemannes die Steuerklasse I eingetragen wird.

Auf der zweiten und jeder weiteren Steuerkarte wurde weiterhin ein Hinzurechnungsbetrag eingetragen.

### 1959–1969
Durch die Lohnsteuer-Durchführungsverordnung 1959 wurden die Steuerklassen erneut neu geordnet. Es gab wieder 4 Steuerklassen, die ab 1965 auf 6 Steuerklassen erweitert wurden mit folgender Einteilung:
- Steuerklasse I: Arbeitnehmer, die das 50. Lebensjahr noch nicht vollendet haben und denen kein Kinderfreibetrag zusteht,
  - die ledig oder geschieden sind
  - verwitwet sind und nicht in die Steuerklasse III gehören
  - verheiratet sind und nicht in die Steuerklassen III oder IV gehören
- Steuerklasse II: Arbeitnehmer, die das 50. Lebensjahr vollendet haben oder denen ein Kinderfreibetrag zusteht und
  - die ledig oder geschieden sind
  - verwitwet sind und nicht in die Steuerklasse III gehören
  - verheiratet sind und nicht in die Steuerklassen III oder IV gehören
- Steuerklasse III: Arbeitnehmer, denen ein Kinderfreibetrag zusteht und
  - die verheiratet und nicht dauernd getrennt lebend sind und bei denen beide Ehegatten unbeschränkt steuerpflichtig sind
  - die verwitwet sind für das Kalenderjahr, in dem der Ehegatte verstorben ist und das darauf folgende Kalenderjahr, sowie Verwitwete denen ein Kinderfreibetrag für ein Kind aus der Ehe mit dem Verstorbenen zusteht
- Steuerklasse IV: verheirateten Arbeitnehmern, denen ein Kinderfreibetrag zusteht und bei denen beide Ehegatten unbeschränkt steuerpflichtig sind und beide Ehegatten Arbeitslohn beziehen.

Die zweite und jede weitere Steuerkarte wurde bis 1964 durch ein besonderes Muster gekennzeichnet.
Ab dem Veranlagungszeitraum 1965 wurden zwei weitere Steuerklassen eingeführt:
- Steuerklasse V: bei Arbeitnehmern, bei deren Ehegatten die Steuerklasse III eingetragen ist
- Steuerklasse VI: für die zweite und jede weitere Steuerkarte

### 1970–1974
Durch die Lohnsteuerdurchführungsverordnung 1970 wurden im Wesentlichen die Altersgrenzen bei den Steuerklassen I und II geändert.
- Steuerklasse I: Arbeitnehmer, die mindestens 4 Monate vor Beginn des Veranlagungszeitraumes das 49. Lebensjahr noch nicht vollendet haben und denen kein Kinderfreibetrag zusteht,
  - die ledig oder geschieden sind
  - verwitwet sind und nicht in die Steuerklasse III gehören
  - verheiratet sind und nicht in die Steuerklassen III oder IV gehören
- Steuerklasse II: Arbeitnehmer, die mindestens 4 Monate vor Beginn des Veranlagungszeitraumes das 49. Lebensjahr vollendet haben oder denen ein Kinderfreibetrag zusteht und
  - die ledig oder geschieden sind
  - verwitwet sind und nicht in die Steuerklasse III gehören
  - verheiratet sind und nicht in die Steuerklassen III oder IV gehören
- Steuerklasse III: Arbeitnehmer, denen ein Kinderfreibetrag zusteht und
  - die verheiratet und nicht dauernd getrennt lebend sind und bei denen beide Ehegatten unbeschränkt steuerpflichtig sind
  - die verwitwet sind für das Kalenderjahr, in dem der Ehegatte verstorben ist und das darauf folgende Kalenderjahr, sowie Verwitwete denen ein Kinderfreibetrag für ein Kind aus der Ehe mit dem Verstorbenen zusteht
- Steuerklasse IV: verheirateten Arbeitnehmern, denen ein Kinderfreibetrag zusteht und bei denen beide Ehegatten unbeschränkt steuerpflichtig sind und beide Ehegatten Arbeitslohn beziehen.
- Steuerklasse V: bei Arbeitnehmern, bei deren Ehegatten die Steuerklasse III eingetragen ist
- Steuerklasse VI: für die zweite und jede weitere Steuerkarte

### Seit 1975
Ab dem Veranlagungszeitraum 1975 wurden die Steuerklassen im Einkommensteuergesetz geregelt. Es wurde der neue § 38b EStG eingefügt. Gleichzeitig wurden auch die Einordnungen in die Steuerklassen geändert:
- Steuerklasse I: Arbeitnehmer, die
  - die ledig sind
  - verheiratet, verwitwet oder geschieden sind und nicht in die Steuerklasse III oder IV gehören
- Steuerklasse II: Arbeitnehmer, die
  - vor Beginn des Veranlagungszeitraumes das 49. Lebensjahr vollendet haben (bis 1981)
  - mindestens ein Kind haben (seit 2004 nur Alleinerziehende)
- Steuerklasse III: Arbeitnehmer,
  - die verheiratet und nicht dauernd getrennt lebend sind und
    - bei denen beide Ehegatten unbeschränkt steuerpflichtig sind und
    - der Ehegatte des Arbeitnehmers keinen Arbeitslohn bezieht oder in Steuerklasse V eingereiht ist

  - die verwitwet sind für das Kalenderjahr, in dem der Ehegatte verstorben ist und das darauf folgende Kalenderjahr, sowie Verwitwete denen ein Kinderfreibetrag für ein Kind aus der Ehe mit dem Verstorbenen zusteht
  - deren Ehe aufgelöst wurde im Jahr der Auflösung der Ehe
- Steuerklasse IV: verheirateten Arbeitnehmern, bei denen beide Ehegatten unbeschränkt steuerpflichtig sind und beide Ehegatten Arbeitslohn beziehen.
- Steuerklasse V: bei Arbeitnehmern, bei deren Ehegatten die Steuerklasse III eingetragen ist
- Steuerklasse VI: für die zweite und jede weitere Steuerkarte